# Barbut verd de l'Índia
El barbut verd de l'Índia (Psilopogon zeylanicus) és una espècie d'ocell de la família dels megalèmids (Megalaimidae) que habita boscos, terres de conreu i ciutats de les terres baixes i turons de l'Himàlaia fins als 1500 m a l'Índia.